# Conus sahlbergi
Conus sahlbergi é uma espécie de gastrópode do gênero Conus, pertencente à família Conidae.